# Juana de Aragón y Cabrera
Juana de Aragón y Cabrera (m. 1441), también conocida como Juana Gonzalva Eximénez de Arenoso o Juana I de Prades. fue IV condesa de Prades y V baronesa de Entenza.

## Antecedentes familiares
Hija de Pedro de Prades y de su esposa Juana de Cabrera, sucedió a su abuelo Juan I de Prades debido a la prematura muerte de su padre.

## Matrimonio y descendencia
Contrajo matrimonio en 1414 con el conde Juan Ramón Folch II de Cardona con quien tendría a: 
- Timbor de Cardona, fue monja y está enterrada en la catedral de Tarragona compartiendo sepultura con su sobrino Pedro de Cardona.
- Violeta de Cardona, casada con Felipe Albert de Pallars, tuvo a Catalina Albert de Pallars.
- Margarita de Cardona, soltera y sin descendencia.
- Juana de Cardona, casada con Arnau Roger IV de Pallars Sobirá, conde de Pallars Sobirá.
- Juan Ramón Folch de Cardona, quien le sucedería e incorporará sus títulos a los del conde de Cardona.

| Predecesor: Juan I | Condesa de Prades 1414-1441 | Sucesor: Juan II |